# Ralph Verney (1er comte Verney)
Ralph Verney, 1er comte Verney (18 mars 1683 - 4 octobre 1752), de Middle Claydon, près de Buckingham, Buckinghamshire, connu sous le nom de vicomte Fermanagh jusqu'en 1742, est un homme politique d'abord conservateur et plus tard whig qui siège à la Chambre des communes en deux phases entre 1717 et 1752.

## Jeunesse
Verney est né à Little Chelsea, le seul fils survivant de John Verney (1er vicomte Fermanagh) et sa première épouse Elizabeth Palmer, la fille aînée de Ralph Palmer, et est baptisé à Kensington. Il fait ses études à l'école de Mme Morland à Hackney d'environ 1695 à 1700 et s'inscrit au Merton College d'Oxford en 1700. Il épouse Catherine Paschall, fille aînée de Henry Paschall de Baddow, Essex à St Giles in the Fields le 24 février 1708,.

## Carrière
Verney succède à son père comme vicomte et prend son siège à la Chambre des lords irlandaise le 23 juin 1717. Ce dernier titre appartient à la pairie d'Irlande et ne l'empêche donc pas d'entrer à la Chambre des communes britannique. Il est élu sans opposition en tant que député conservateur d'Amersham lors d'une élection partielle le 10 juillet 1717. En 1719, il vote contre l'abrogation des lois occasionnelles sur la conformité et le schisme et contre le projet de loi sur la pairie. Aux élections générales britanniques de 1722, il est de nouveau élu sans opposition en tant que député d'Amersham. Il ne se présente pas aux élections générales britanniques de 1727, date à laquelle il est décrit comme « ne se souciant d'aucun parti ».
Verney ne siège pas au parlement pendant plusieurs années, mais commence à développer une influence électorale à Wendover. Aux élections générales britanniques de 1741, il est élu député de Wendover en tant que Whig. Il vote de manière cohérente avec l'Administration et est créé comte Verney, dans la province de Leinster en 1743. Il est élu sans opposition pour Wendover aux élections générales britanniques de 1747.

## Famille
La femme de Verney meurt en 1748 et Verney lui survit quatre ans, mourant à Little Chelsea le 4 octobre 1752. Ils sont tous deux enterrés à Middle Claydon. Le couple a deux fils et deux filles. Le fils aîné John est décédé avant lui en 1737 et il est remplacé dans ses titres par son deuxième fils Ralph Verney (2e comte Verney). La fille de John, Mary, est élevée à la pairie à part entière en 1792.